# Daniele De Vezze
Daniele De Vezze (Roma, 9 gennaio 1980) è un allenatore di calcio, dirigente sportivo ed ex calciatore italiano, di ruolo centrocampista, tecnico in seconda del Pineto.

## Biografia
Aveva un fratello minore, morto in un incidente stradale.
Nel mese di agosto 2012 viene iscritto, insieme ad altri suoi ex compagni del Bari, nel registro degli indagati dalla Procura di Bari per frode sportiva in riguardo ad alcune partite del Bari truccate in passato. Insieme ad altri 13 giocatori del Bari avrebbe incassato 7.000 euro da Luca Fusco e Massimo Ganci, avversari ed ex compagni proprio a Bari, per perdere la partita Salernitana-Bari 3-2 del 2008-2009.
Il 16 luglio 2013, il calciatore viene condannato in primo grado dalla Commissione Disciplinare Nazionale della FIGC a 3 anni e 6 mesi di squalifica, pena confermata, poi, anche in appello.
Il 30 maggio 2016, in relazione alla partita Salernitana-Bari 3-2 del 2008-2009, viene condannato a 8 mesi di reclusione e 8.000 euro di multa con pena sospesa nel processo penale a Bari.
Nel 2018 è stato assolto in appello dalla frode sportiva per non aver commesso il fatto

## Carriera

### Club
Cresce calcisticamente nella Tevere Roma, giocando le partite in casa allo stadio Eucalipti quando ancora la categoria pulcini era ad 11. Successivamente passa alla società San Pancrazio dove tra l'altro vince il torneo "Pulcinotto" sotto la guida di mister Pino Gerra, grazie al quale si ritrova a partecipare alle finali nazionali per categoria, perse ai calci di rigore.
Un anno dopo entra a far parte della Roma dove segue tutta la trafila giovanile fino alla prima squadra (1997-1998); nella stagione 1998-1999 (sempre alla Roma) esordisce in Serie A totalizzando 2 presenze.
Nel 1999-2000 passa al Savoia (in Serie B) collezionando 13 presenze.
Nel 2000 passa al Palermo, con cui gioca solo 3 partite di campionato (vinto) e 3 di Coppa Italia di Serie C a causa di un infortunio a metà stagione che lo tiene fuori dal campo fino al termine della stessa, conclusa fra le file della Roma. Nell'estate del 2001 torna al Palermo, ancora in prestito, e, senza scendere in campo, a gennaio 2002 passa al Lanciano, in Serie C1, dove colleziona 11 presenze e una rete; nel 2002 si trasferisce alla Reggiana, ancora in terza serie, dove colleziona 25 presenze e 2 gol.
Nel 2003 passa alla Fiorentina, e dopo due anni è il Genoa ad aggiudicarsi le sue prestazioni nel campionato 2005-2006. Viene successivamente ceduto al Messina nel 2006-2007.
Il 31 agosto 2007 passa al Livorno dove disputa una discreta stagione in Serie A, condita da un gol nel pareggio per 2-2 del 23 settembre contro l'Inter (che è stato il primo per lui il primo in massima serie).
A seguito della retrocessione del Livorno in Serie B, il 18 giugno 2008 viene acquistato a titolo definitivo dal Bari, con il quale sottoscrive un contratto triennale. Segna il suo primo gol in biancorosso nella partita in trasferta a Sassuolo siglando il gol del definitivo 1-3. Con i pugliesi conquista la promozione in Serie A al termine della stagione 2008-2009 giocando 32 gare, e nel successivo campionato di Serie A 2009-2010 disputa nove partite.
Non rientrando nei piani del mister Gian Piero Ventura, il 26 agosto 2010 viene ufficializzata la sua cessione a titolo definitivo al Torino, con cui firma un contratto annuale. Chiude la stagione con 32 presenze e 3 reti in campionato. Il 30 giugno 2011 si svincola dalla società, dopo che lo stesso Ventura diviene allenatore della squadra piemontese.
Il 13 settembre 2011 si accorda con il Pergocrema, compagine militante nel girone B della Prima Divisione, ed esordisce nella vittoriosa trasferta dei lombardi contro il Latina.
Il 2 gennaio 2012 rescinde il contratto che lo legava alla compagine lombarda, e il 9 gennaio firma con il Benevento un contratto fino a fine stagione, rimanendo poi svincolato.
Il 4 dicembre 2012 firma con il Matera, formazione di Serie D. All'esordio del 9 dicembre seguente, è sceso in campo contro il Bisceglie entrando in campo al 72' nonostante un turno di squalifica ancora da scontare e risalente alla stagione precedente. Nel marzo 2013, dopo 8 presenze, rescinde il contratto con la squadra lucana.
Il 13 novembre 2017 ritorna a giocare in seconda categoria con la maglia dello Sly United F.C. di Bari del patron Quarto e vincendo il campionato.
L'anno successivo con la stessa squadra vince il campionato di prima categoria.
L'anno seguente vince il campionato di Promozione Puglia girone A dopo un entusiasmante testa a testa con il Manfredonia calcio.
Il 16 luglio 2020, viene ufficializzato il suo passaggio all'ASD Bitritto Norba, formazione barese impegnata nel campionato di Promozione Pugliese.
Dopo aver disputato 4 presenze sino all'interruzione del campionato, il 2 luglio 2021 viene comunicato il suo trasferimento al Fesca Bari.

## Palmarès
- Campionato italiano Serie C: 1

Palermo: 2000-2001
- Campionato italiano: 1

Roma: 2000-2001
- Campionato italiano di Serie B: 1

Bari: 2008-2009